# Elecciones estatales de Yucatán de 1995
Las Elecciones estatales de Yucatán de 1995 se llevaron a cabo el domingo 28 de mayo de 1995, y en ellas se renovaron los siguientes cargos de elección popular en el estado mexicano de Yucatán:
- Gobernador de Yucatán Titular del Poder Ejecutivo del Estado, electo para un periodo de seis años no reelegibles en ningún caso. El candidato electo fue Víctor Cervera Pacheco.
- 106 ayuntamientos. Compuestos por un Presidente Municipal y regidores, electos para un periodo de tres años no reelegibles para el periodo inmediato.
- 25 Diputados al Congreso del Estado. 15 electos por mayoría relativa en cada uno de los Distrito Electorales y 10 electos por el principio de representación proporcional mediante un sistema de listas.

## Resultados electorales

### Ayuntamientos
| Partido/Coalición | Partido/Coalición                                        | Municipios |
| ----------------- | -------------------------------------------------------- | ---------- |
|                   | Partido Revolucionario Institucional                     | 94         |
|                   | Partido Acción Nacional                                  | 11         |
|                   | Coalición (PRD-PARM)                                     | 1          |
|                   | Partido del Frente Cardenista de Reconstrucción Nacional | 1          |
|                   | Partido del Trabajo                                      | 0          |
|                   | Partido Verde Ecologista de México                       | 0          |
|                   | Partido Popular Socialista                               | 0          |
|                   | Partido Demócrata Mexicano                               | 0          |

#### Municipio de Mérida
- Patricio Patrón Laviada  Hecho

#### Municipio de Motul
- Raymundo Ramírez Vera  Hecho

#### Municipio de Valladolid
- Francisco Javier Cantón y Godoy  Hecho

### Diputados
| Partido/Coalición | Partido/Coalición                                        | Distritos (Mayoría) | Rep. Prop. |
| ----------------- | -------------------------------------------------------- | ------------------- | ---------- |
|                   | Partido Acción Nacional                                  | 7                   | 5          |
|                   | Partido Revolucionario Institucional                     | 8                   | 5          |
|                   | Coalición (PRD-PARM)                                     | 0                   | 0          |
|                   | Partido del Frente Cardenista de Reconstrucción Nacional | 0                   | 0          |
|                   | Partido del Trabajo                                      | 0                   | 0          |
|                   | Partido Verde Ecologista de México                       | 0                   | 0          |

| Predecesor: Elecciones estatales de Yucatán de 1993 | Elecciones estatales de Yucatán 1995 | Sucesor: Elecciones estatales de Yucatán de 1998 |